# 1889 en musique classique
| \| • Retour à la chronologie générale de la musique classique • \| |
| Grèce • Rome • Haut Moyen Âge • VIIIe siècle • IXe siècle • Xe siècle • XIe siècle XIIe siècle • XIIIe siècle • XIVe siècle • XVe siècle • XVIe siècle • XVIIe siècle XVIIIe siècle • XIXe siècle • XXe siècle • XXIe siècle |
| • Retour à la chronologie générale de la musique classique • |

| Années en musique classique : 1886 - 1887 - 1888 - 1889 - 1890 - 1891 - 1892    |
| Décennies en musique classique : 1850 - 1860 - 1870 - 1880 - 1890 - 1900 - 1910 |

## Événements
- 9 février : Gina, opéra de Francesco Cilea, créé à Naples.
- 12 février : Jakobín, opéra d'Antonín Dvořák, créé à Prague sous la direction d'Adolf Čech.
- 17 février : la Symphonie en ré mineur de César Franck, créée à Paris par l'Orchestre de la Société des Concerts du Conservatoire sous la direction Jules Garcin.
- 21 avril : Edgar, opéra de Giacomo Puccini, créé à la Scala de Milan.
- 14 mai : Esclarmonde, opéra de Jules Massenet, créé à l'Opéra-Comique à Paris sous la direction de Jules Danbé.
- 29 juin : la Symphonie no 2 en fa dièse mineur d'Alexandre Glazounov, créée à Paris sous la direction du compositeur.
- 11 novembre : Don Juan, poème symphonique de Richard Strauss créé au théâtre de la Cour grand-ducale de Weimar.
- 20 novembre : la Symphonie no 1 « Titan » de Gustav Mahler, créée à Budapest.

Date indéterminée
- Die Königsbraut, opéra de Robert Fuchs, créé à Vienne.
- Tableaux de voyage, recueil de treize pièces brèves pour piano de Vincent d'Indy.
- El plato del día, extravagancia lírica de Pedro Marqués, créé à Madrid.

## Naissances

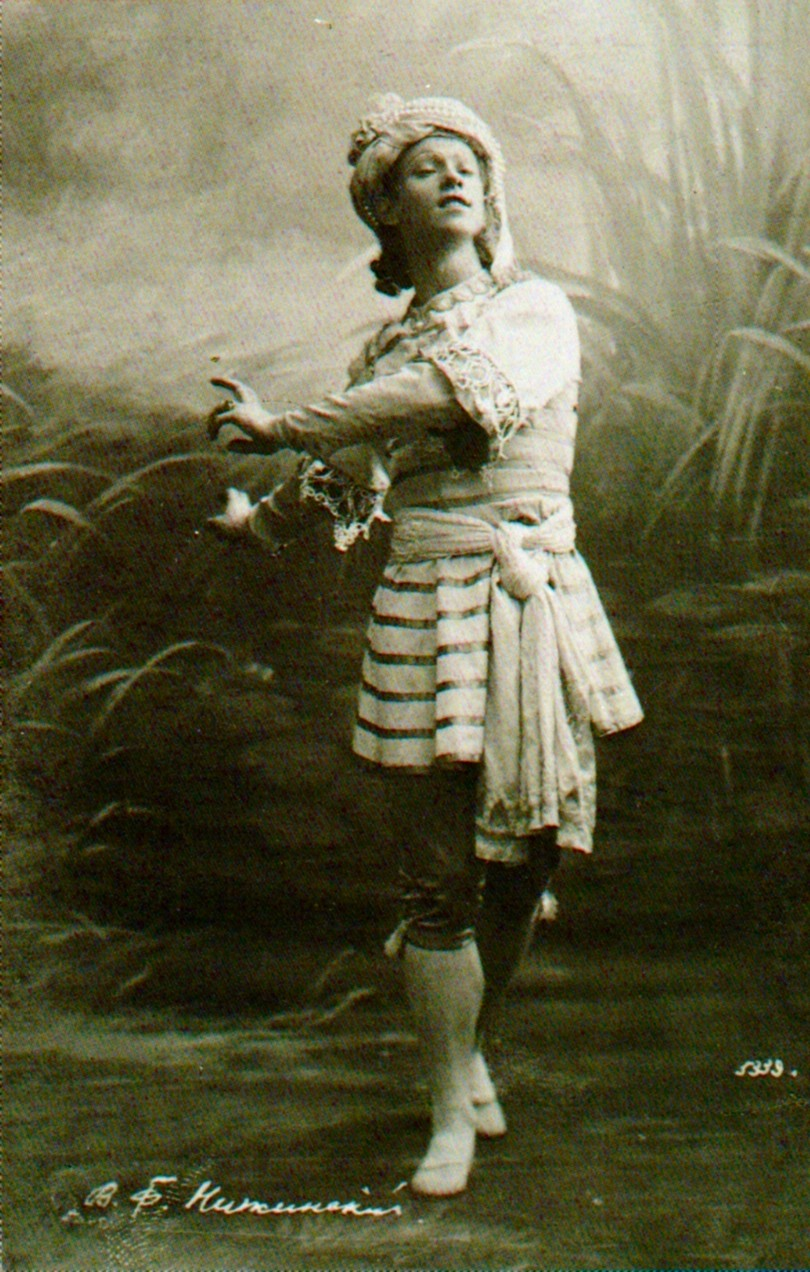
Vaslav Nijinski

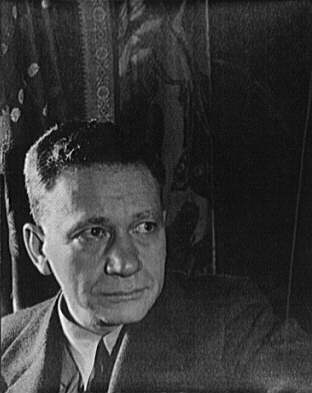
Efrem Zimbalist

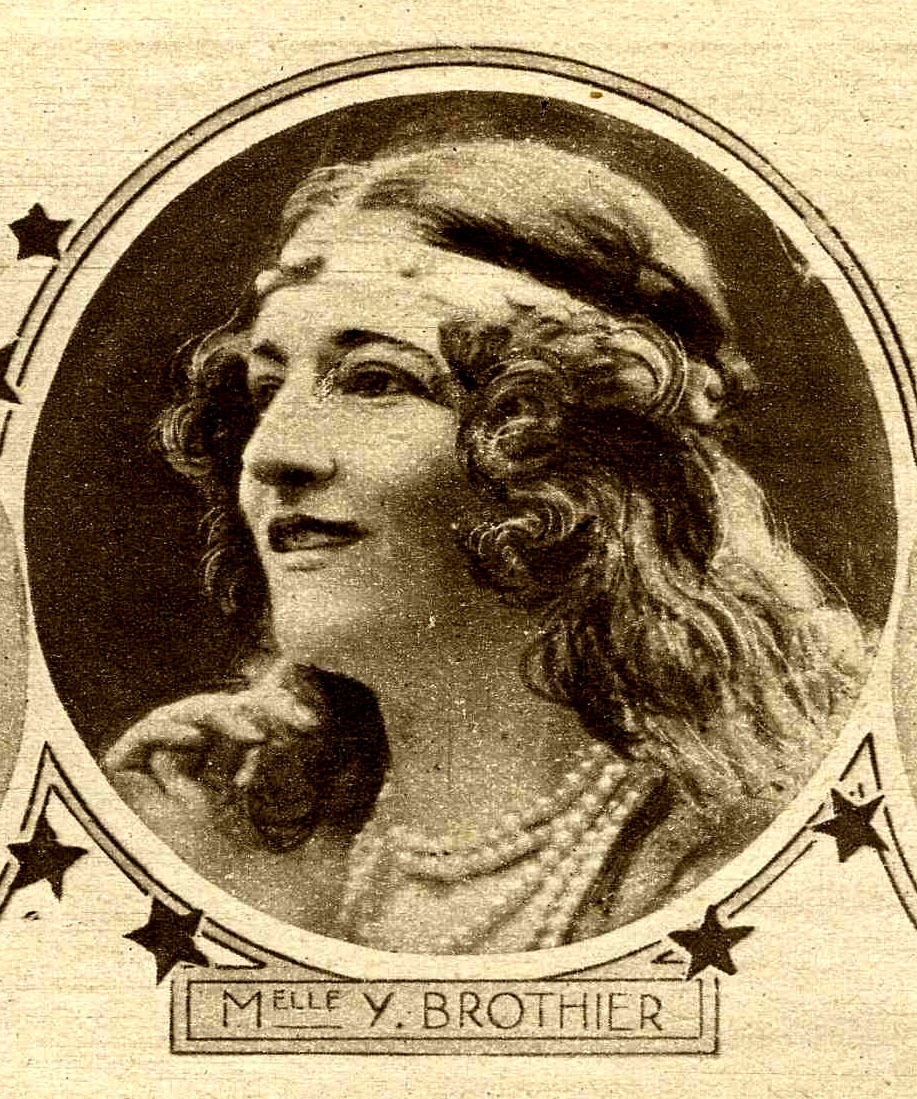
Yvonne Brothier

- 13 janvier : Frans Louis Wiemans, compositeur, pianiste, organiste, violoniste et ingénieur indonésien († 1935).
- 24 janvier : Vladimir Chtcherbatchiov, compositeur soviétique († 5 mars 1952).
- 29 janvier : Rudolf Mauersberger, compositeur allemand († 22 février 1971).
- 7 février : Claudia Muzio, soprano italienne, surnommée « La Duse de l'opéra » († 24 mai 1936).
- 8 février : Élie Robert Schmitz, pianiste et compositeur franco-américain († 5 septembre 1949).
- 9 février : 
  - Eléni Lambíri, compositrice et chef d'orchestre grecque († 30 mars 1960).
  - Michael Raucheisen, pianiste et accompagnateur allemand († 27 mai 1984).
- 20 février : Levko Révoutsky, compositeur et professeur de musique ukrainien († 30 mars 1977).
- 3 mars : Ruy Coelho, compositeur portugais († 5 mai 1986).
- 8 mars : Ina Boyle, compositrice irlandaise († 10 mars 1967).
- 12 mars : Vaslav Nijinski, danseur et chorégraphe russe d'origine polonaise († 8 avril 1950).
- 20 mars : Aimé Simon-Girard, chanteur d'opérette et acteur français († 15 juillet 1950).
- 21 mars : Alexandre Vertinski, l’un des plus grands chanteurs russes du XXe siècle († 11 mai 1957).
- 26 mars : Václav Kaprál, compositeur tchèque († 6 avril 1947).
- 29 mars : Pierre Vellones, compositeur français († 17 juillet 1939).
- 3 avril : Grigoraș Dinicu, compositeur et violoniste roumain († 28 mars 1949).
- 8 avril : Sir Adrian Boult, chef d'orchestre britannique († 22 février 1983).
- 21 avril : Efrem Zimbalist, violoniste, chef d'orchestre et compositeur américain d'origine russe († 22 février 1985).
- 27 avril : Yvonne Astruc, violoniste française († 17 octobre 1980).
- 30 avril : Rudolph Simonsen, compositeur, historien de la musique et pédagogue danois († 28 mars 1947).
- 15 mai : Graziella Pareto, soprano espagnole († 1er septembre 1973).
- 17 mai : Marcel Moyse, flûtiste français et professeur († 1er novembre 1984).
- 19 mai : Léon Uhl, poète, dramaturge et librettiste français d'opéra.
- 23 mai : José Padilla Sánchez, compositeur espagnol († 25 octobre 1960).
- 25 mai : Hans Joachim Moser, musicologue, compositeur et chanteur allemand († 14 août 1967).
- 1er juin : Sigrid Onégin, contralto franco-allemande († 16 juin 1943).
- 6 juin : Yvonne Brothier, comédienne et cantatrice attachée à l'Opéra-Comique († 22 janvier 1967).
- 25 juin : Ethel Glenn Hier, compositrice américaine († 14 janvier 1971).
- 26 juin : 
  - John Greenwood, compositeur britannique († 15 avril 1975).
  - Myrtil Morel, hautboïste français († 6 juin 1979).
- 12 juillet : Madeleine Dedieu-Peters, compositrice française († 1947).
- 3 août : Micheline Kahn, harpiste et pianiste française († 12 mars 1987).
- 10 août : Armstrong Gibbs, compositeur anglais († 12 mai 1960).
- 25 août : Remy Prìncipe, violoniste, compositeur et professeur italien († 5 décembre 1977).
- 10 septembre : Vilém Petrželka, compositeur et chef d'orchestre tchèque († 10 janvier 1967).
- 12 octobre : Giovanni Biamonti, musicologue italien († 4 juillet 1970).
- 4 novembre : Alton Adams, compositeur américain († 23 novembre 1987).
- 8 novembre : Édouard Devernay, compositeur et organiste français († 5 juillet 1952).
- 3 décembre : Cyrillus Kreek, compositeur estonien († 26 mars 1962).
- 10 décembre : Manuel Font i de Anta, compositeur, pianiste et chef d'orchestre espagnol († 20 novembre 1936).
- 23 décembre : Juan Ruiz Casaux, violoncelliste, chef d'orchestre et professeur de musique espagnol († 16 janvier 1972).
- 25 décembre : Nathaniel Shilkret, compositeur, chef d'orchestre, pianiste, clarinettiste et arrangeur musical américain († 18 février 1982).

## Décès

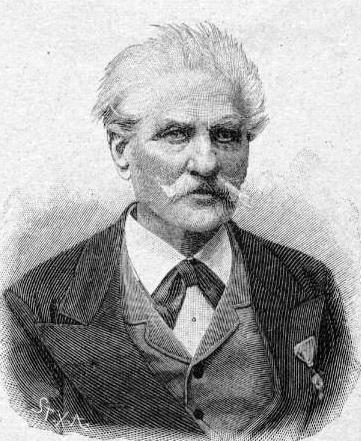
Joseph Gungl

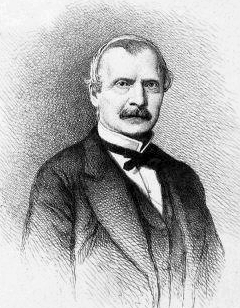
Auguste Mermet

- 31 janvier : Joseph Gungl, compositeur et chef d'orchestre hongrois (° 1er décembre 1810).
- 12 février : Frédéric Barbier, compositeur français (° 15 novembre 1829).
- 23 février : Ernest Depas, violoniste et compositeur belge (° 2 décembre 1809).
- 26 février : Karl Davidov, violoncelliste russe (° 15 mars 1838).
- 1er mars : William Henry Monk (en), organiste, compositeur, éditeur de musique anglais (°16 mars 1823).
- 13 mars : Felice Varesi, baryton italien né en France (° 1813).
- 14 mars : Enrico Tamberlick, ténor italien (° 16 mars 1820).
- 28 mars : René Baillot, pianiste, compositeur et pédagogue français (° 23 octobre 1813).
- 8 avril : Jean-Baptiste Arban, cornettiste, enseignant et compositeur français (° 28 février 1825).
- 22 avril : Ivan Petrovitch Larionov, compositeur russe (° 23 janvier 1830).
- 27 juin : Carlotta Patti, cantatrice italienne (° vers 1835).
- 4 juillet : Auguste Mermet, compositeur français (° 5 janvier 1810).
- 7 juillet : Giovanni Bottesini, contrebassiste et compositeur italien (° 22 décembre 1821).
- 18 juillet : Olive-Charlier Vaslin, violoncelliste et pédagogue français (° 8 mars 1794).
- 19 juillet : Gustav Lange, pianiste et compositeur allemand (° 13 août 1830).
- 31 août : Settimio Malvezzi, ténor italien (° 5 avril 1817).
- 13 septembre : Jules Prével, journaliste et librettiste français (° 7 mai 1835).
- 3 octobre : Karel Miry, compositeur belge (° 14 août 1823).
- 10 octobre : Adolph von Henselt, pianiste et compositeur allemand (° 9 mai 1814).
- 22 octobre : Olivier Métra, compositeur et chef d'orchestre français (° 2 juin 1830).
- 24 octobre : Loïsa Puget, compositrice française (° 11 février 1810).
- 14 novembre : Camille Schubert, compositeur français (° 16 mars 1810).
- 24 novembre : Vincenzo Petrali, organiste et compositeur italien (° 22 janvier 1830).
- 3 décembre : Baltasar Saldoni, compositeur et musicologue espagnol (° 4 janvier 1807).
- 18 décembre : Frédéric Boissière,  compositeur français (° 29 mars 1841).
- 28 décembre : Alfred Duru, librettiste d'opérettes (° 27 novembre 1829).
- 31 décembre : Giuseppe Apolloni, compositeur italien (° 8 avril 1822).

Date indéterminée
- Antonio Selva, chanteur d'opéra basse italien (° 1824).